# Musphelhein
Na Mitologia nórdica, Musphelhein (ou Muspelheim ou Musspell) significa "Casas das Desolações" e também é conhecido como "País do Fogo".A partir das faíscas de Muspelheim foram criados os planetas, cometas e estrelas. Das Alturas abominavelmente tórridas de Musspell, desceu um ar quente e este encontro do calor que descia com o frio que subia de Niflheim começou a provocar o derretimento do Bloco de Gelo. Após mais algumas milhares de eras o gelo foi derretendo e pingando deixando entrever, sob a outrora gelada e espessa camada branca,a forma do gigante Ymir.
Era uma zona quente de onde se dizia terem originado os primeiros seres vivos. Situa-se no Sul, logo abaixo do disco de Midgard, por oposição a Niflheim no Norte, e a leste de Ginungagap. É o lar dos gigantes de fogo e de seu mestre, Sultur, o eterno companheiro do fogo, como é mencionado na Edda Poética; é o mais poderoso deles e diz-se que será quem combaterá os sobreviventes do Ragnarok. De acordo com as profecias de Ragnarök em Gylfaginning de Snorri Sturluson, a primeira parte de sua Edda em prosa, os filhos de Muspell vão quebrar a ponte Bifröst, sinalizando o fim dos tempos.